# Adolf Bastian
Vista da sepultura.
Philipp Wilhelm Adolf Bastian (Bremen, 26 de junho de 1826 — Port of Spain, hoje Trinidad e Tobago, 2 de fevereiro de 1905) foi um etnólogo alemão, bem como o diretor fundador do Museu de Arte Popular em Berlim. Foi o polímata do século XIX mais lembrado por suas contribuições para o desenvolvimento da etnografia e o desenvolvimento da antropologia como uma disciplina. Sua teoria do Elementargedanke resultou no desenvolvimento da teoria dos arquétipos por Carl Jung. Suas ideias influenciaram o “pai da antropologia americana”, Franz Boas, e o mitólogo comparativo Joseph Campbell.

## Biografia

### Em Bremen e em viagens
Bastian nasceu em Bremen, na época um estado da Confederação Germânica, em uma próspera família burguesa de comerciantes alemães. Sua carreira na universidade foi ampla, quase ao ponto de ser excêntrica. Estudou direito na Universidade Ruprecht Karl de Heidelberg e biologia na atual Universidade Humboldt de Berlim, na Universidade Friedrich Schiller de Jena e na Universidade de Würzburg. Foi nessa última universidade que ele assistiu as palestras de Rudolf Virchow e desenvolveu um interesse pelo que era então conhecido como “etnologia”. Por fim, decidiu-se pela medicina e se formou em Praga em 1850. Foi membro da corporação estudantil Vandalia Heidelberg e membro honorário do corporação Saxonia Jena.
Após concluir seus estudos, viajou para a Austrália, Peru, Caribe, México, Índia e África como médico de navio a partir de 1850. Essa foi a primeira do que seria um quarto de século de viagens fora da Confederação Germânica. Retornou a Bremen em 1858 e descreveu suas experiências de viagem, juntamente com uma ambiciosa obra de três volumes intitulada Der Mensch in der Geschichte (O Homem na História), que se tornou uma de suas obras mais conhecidas.
Em 1861, iniciou uma viagem de quatro anos para o Sudeste Asiático e seu relato dessa viagem, Die Völker des östlichen Asien (O povo do leste da Ásia), ocupou seis volumes. Em 1863, foi o primeiro a decifrar as raízes mitológicas de Angkor. Bastian descobriu o relevo mais longo do mundo, que ilustra um mito indiano da criação, o oceano de leite, bem como o leito de um rio decorado com símbolos de deuses indianos. Ele concluiu que os hindus, e não os budistas, lançaram as bases desses edifícios. Em 1875/1876, Bastian viajou para a América Latina pela segunda vez, visitando o Chile, o Peru, o Equador, a Colômbia e Porto Rico. No Chile, ele esperava fundar um museu arqueológico ou etnológico. No entanto, esses planos não puderam ser concretizados. Quando Bastian finalmente publicou seus estudos e observações como Reise durch Kambodscha nach Cochinchina (Viagem pelo Camboja até a Cochinchina) na Alemanha, em 1868 — contada em detalhes, mas sem inspiração e, acima de tudo, sem um único de seus desenhos — essa obra não se tornou popular, embora aproximadamente na mesma época tenha ganhado grande popularidade a obra póstuma de Henri Mouhot com descrições vívidas de Angkor, Voyage dans les royaumes de Siam, de Cambodge, de Laos et autres parties centrales de l'Indo-Chine (Viagem aos reinos do Sião, Camboja, Laos e outras partes centrais da Indochina), publicada em 1864 pela Real Sociedade Geográfica.

### Em Berlim
Nos oito anos seguintes, Bastian permaneceu no território da Confederação da Alemanha do Norte, onde envolveu-se na criação de várias importantes instituições etnológicas de Berlim Ele qualificou-se como professor em 1866 e tornou-se palestrante em Berlim no mesmo ano. Juntamente com Robert Hartmann (1832-1893), Bastian fundou a revista etnológica e antropológica Zeitschrift für Ethnologie (ZfE) em 1869. No mesmo ano, foi eleito membro da Academia de Ciências Leopoldina. Foi sempre um ávido colecionador, e suas contribuições para o museu real de Berlim, foram tão abundantes, que um segundo museu, a Sociedade de Antropologia, Etnologia e Pré-história de Berlim, foi fundada em grande parte como resultado das contribuições de Bastian. Sua coleção de artefatos etnográficos tornou-se uma das maiores do mundo nas décadas que se seguiram. Trabalhou também com Rudolf Virchow para organizar a Sociedade Etnológica de Berlim, que usaria a ZfE como seu principal veículo de publicação. Durante este período, foi também chefe da Real Sociedade Geográfica da Alemanha.
Em 1873, ele e outros fundaram o Museu Real de Etnologia em Berlim (atualmente o Museu Etnológico em Berlim-Dahlem) e ele se tornou seu primeiro diretor. Como chefe do departamento da África do Museu Real de Etnologia de Berlim, elaborou guias de coleções coloniais. Em novembro de 1869, juntamente com Rudolf Virchow, Carl Vogt e Robert Hartmann, fundou a Sociedade Antropológica de Berlim, da qual surgiu a Sociedade de Antropologia, Etnologia e Pré-História de Berlim em 1870. Entre outros que trabalharam para ele no museu estavam o jovem Franz Boas, que mais tarde fundou a escola americana de etnologia, e Felix von Luschan. Como chefe do Departamento Africano, Bastian elaborou instruções de coleta típicas da era colonial.
Na década de 1870, Bastian deixou Berlim e novamente viajou muito pela África, escrevendo relatos sobre Angola, Congo, Moçambique e também sobre o Novo Mundo. Ele foi eleito membro da Sociedade Filosófica Americana em 1886. Bastian escreveu mais de 80 livros e mais de 300 artigos e passou mais de 25 anos viajando. Ele também teve a oportunidade de fundar várias instituições científicas (que existem até hoje).
Adolf Bastian morreu em 1905, aos 78 anos, em Port of Spain, Trinidad e Tobago, durante uma dessas viagens e foi enterrado no Alter St.-Matthäus-Kirchhof em Berlim-Schöneberg. Quando o cemitério foi arrasado pelos nacional-socialistas em 1938/1939, os restos mortais de Bastian foram transferidos para o Südwestkirchhof Stahnsdorf, perto de Berlim (bloco Trinitatis). Seu túmulo lá é considerado uma sepulturas honorária, criada para homenagear pessoas falecidas que, durante suas vidas, alcançaram feitos extraordinários com uma ligação próxima a Berlim ou que prestaram serviços extraordinários à cidade por meio de seu trabalho extraordinário.

### Homenagens
- Em 1905, uma cerimônia festiva em memória de Adolf Bastian foi realizada no Museu Etnológico de Berlim. Diversos oradores homenagearam suas realizações.
- O cartógrafo August Heinrich Petermann batizou o grupo de ilhas Bastianøyane no estreito de Hinlopen (Svalbard),[19] descoberto pela Primeira Expedição Alemã ao Pólo Norte em 1868, em homenagem a Adolf Bastian, assim como Bastian Bai (em dinamarquês: Bastian Bugt) na Groenlândia Oriental, descoberto pela Segunda Expedição Alemã ao Pólo Norte.[20]
- Ele foi condecorado com a Ordem da Águia Vermelha Segunda Classe.[21]

## Trabalhos e ideias

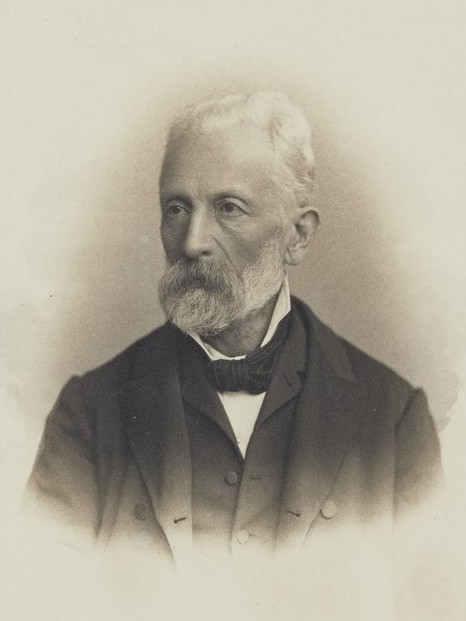
Adolf Bastian, 1892

Bastian é lembrado como um dos pioneiros do conceito de "unidade psíquica da humanidade" - a ideia de que todos os seres humanos compartilham uma estrutura psíquica básica. Esta tornou-se a base de outras formas de estruturalismo do século XX , e influenciou as ideias de Carl Jung do inconsciente coletivo. Argumentou também que o mundo era dividido em diferentes "províncias geográficas" e que cada uma destas províncias passava pelos mesmos estágios de desenvolvimento evolutivo. De acordo com Bastian, as inovações e os traços da cultura não tendem a difundir-se em todas as áreas. Ao contrário, cada província toma a sua forma única, como consequência de seu ambiente. Esta abordagem foi parte de um interesse maior do século XIX, o "método comparativo", tal como praticado pelos antropólogos, como Edward Burnett Tylor.
Bastian considerava-se extremamente científico, é importante notar que ele emergiu da tradição naturalista, que foi inspirada por Johann Gottfried Herder e exemplificada por figuras como Alexander von Humboldt. Para ele, o empirismo significa uma rejeição da filosofia em favor das observações escrupulosas. Como resultado, era extremamente hostil à teoria da evolução de Darwin, porque a transformação física das espécies nunca havia sido empiricamente observada, apesar do fato de que postulou um desenvolvimento evolucionário similar para a civilização humana. Além disso, estava muito mais preocupado com a documentação incomum das civilizações antes que elas desaparecessem (provavelmente como consequência do contato com a civilização ocidental) do que com a aplicação rigorosa da observação científica. Como resultado, alguns têm criticado as suas obras por serem coleções desorganizadas de fatos e não coerentemente estruturadas ou estudos empíricos cuidadosamente pesquisados.

## A unidade psíquica da humanidade em maior detalhe
Ao defender a "unidade psíquica da humanidade", Bastian propôs um projeto simples para o desenvolvimento em longo prazo de uma ciência da cultura humana e da consciência baseada neste conceito. Argumentou que os atos mentais de todas as pessoas em todos os lugares do planeta são produtos dos mecanismos fisiológicos característicos da espécie humana (o que hoje poderíamos chamar de carga genética sobre a organização e o funcionamento do sistema neuroendócrino humano). Cada mente humana herda um complemento específico da espécie "ideias elementares" (Elementargedanken) e, portanto, as mentes de todas as pessoas, independentemente da sua raça ou cultura, funcionam da mesma maneira.
De acordo com Bastian, as contingências da sua localização geográfica e histórica criaram diferentes elaborações locais das "ideias elementares"; estas ele chamou de "ideias populares" (Volkergedanken). Bastian também propôs um "princípio genético" legal pelo qual as sociedades desenvolvem-se ao longo de sua história exibindo desde instituições sócio-culturais simples até tornarem-se cada vez mais complexas na sua organização. Através da acumulação de dados etnográficos, pode-se estudar as leis psicológicas do desenvolvimento mental como elas se manifestam em diversas regiões e sob diferentes condições. Embora se esteja falando com informantes individuais, Bastian defende que o objeto da investigação não é o estudo do indivíduo em si, mas sim das ""ideias populares" ou "mente coletiva" de um povo em particular.
Quanto mais se estuda vários povos, Bastian achava, mais se percebe que as "ideias populares" historicamente condicionadas são de importância secundária em comparação com as "ideias elementares" universais. O indivíduo é como a célula de um organismo, um animal social, cuja mente - suas "ideias populares" - é influenciada pelo seu contexto social, e as "ideias elementares" são o fundamento de onde essas "ideias populares" se desenvolvem. A partir desta perspectiva, o grupo social tem um tipo de espírito de grupo, uma "alma" social (Gesellschaftsseele), no qual a mente individual é incorporada.
Bastian acreditava que as "ideias elementares" são cientificamente reconstruídas a partir das "ideias populares", como várias formas de representações coletivas (Gesellschaftsgedanken).

## Publicações

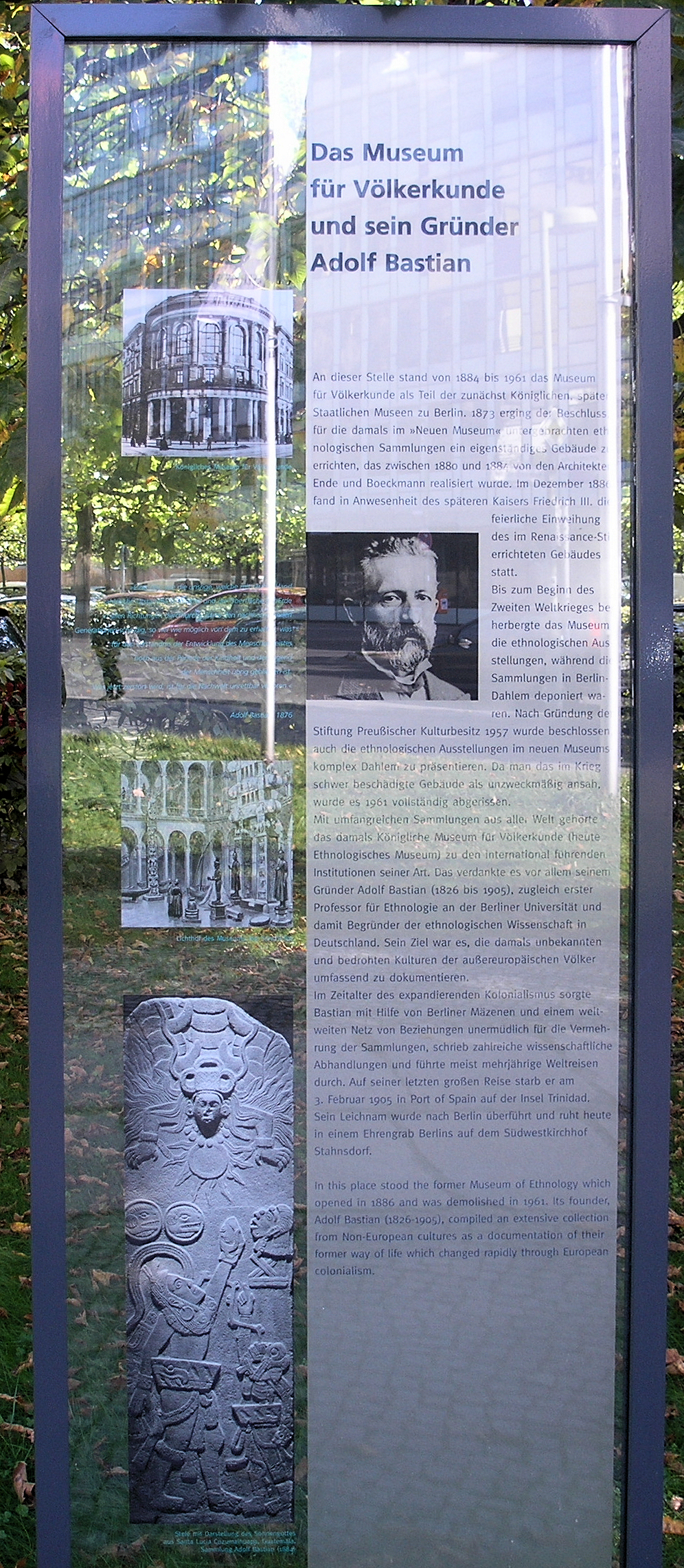
Placa memorial, Adolf Bastian, em Berlim-Kreuzberg

- Ein Besuch in San Salvador, der Hauptstadt des Königreichs Kongo. Bremen 1859 (versão digitalizada)[24]
- Der Mensch in der Geschichte. Zur Begründung einer Psychologischen Weltanschauung. vol. 1[25] Die Psychologie als Naturwissenschaft. vol.2Bastian, Adolf (1860). «Der Mensch in der Geschichte. Zur Begründung einer Psychologischen Weltanschauung» (em alemão). Leipzig: O. Wigand. Consultado em 3 de março de 2025 Psychologie und Mythologie. vol. 3[26] Politische Psychologie. Editora de Otto Wigand, Leipzig 1860 (versão digitalizada)
- Die Völker des östlichen Asien. 6 volumes, Jena 1866–1871 (versão digitalizada),[27][28][29][30][31][32]
- Das Beständige in den Menschenrassen und die Spielweite ihrer Veränderlichkeit. Berlim 1868
- Beiträge zur vergleichenden Psychologie. Berlim 1868 (versão digitalizada)[33]
- Sprachvergleichende Studien. Leipzig 1870
- Ethnologische Forschungen. 2 volumes, Jena 1871–1873
- Geographische und ethnologische Bilder. Jena 1873
- Die deutsche Expedition an die Loangoküste. 2 volumes, Jena 1874–1875
- Schöpfung oder Entstehung. Aphorismen zur Entwicklung des organischen Lebens. Jena 1875 (versão digitalizada)[34]
- Die Kulturländer des alten Amerika. 3 volumes, Berlim 1878–1889
- Die heilige Sage der Polynesier : Kosmogonie und Theogonie. Brockhaus, Leipzig 1881. (Online])[35]
- Der Völkergedanke im Aufbau einer Wissenschaft vom Menschen. Berlim 1881. (Deutsches Textarchiv)[36]
- Die Vorgeschichte der Ethnologie. Berlim 1881
- Steinskulpturen aus Guatemala. Berlim 1882
- Der Buddhismus in seiner Psychologie. Berlim 1882
- Amerikas Nordwestküste. Berlim 1883
- Inselgruppen in Oceanien. Berlim 1883
- Völkerstämme am Brahmaputra. Berlim 1883
- Zwei Worte über Kolonialweisheit. Berlim 1883
- Indonesien. 5 Lieferungen, Berlim 1884–1894
- Allgemeine Grundzüge der Ethnologie. Berlim 1884
- Religionsphilosophische Probleme auf dem Forschungsfelde buddhistischer Psychologie und der vergleichenden Mythologie. Berlim 1884
- Der Fetisch an der Küste Guineas. Berlim 1884
- Der Papua des dunklen Inselreichs. Berlim 1885
- Über ethnologische Sammlungen. In: Zeitschrift für Ethnologie, 17, 1885, pp. 38–42.
- In Sachen des Spiritismus. Berlim 1886
- Zur Lehre von den geographischen Provinzen. Berlim 1886
- Die Seele indischer und hellenistischer Philosophie in den Gespenstern moderner Geisterseherei. Berlim 1886
- Die Welt in ihren Spiegelungen unter dem Wandel des Völkergedankens. Berlim 1887
- Einiges aus Samoa und anderen Inseln der Südsee. Berlim 1889
- Über Klima und Acclimatisation. Berlim 1889
- Wie das Volk denkt. Berlim 1892
- Ideale Welten. 3 volumes, Berlim 1893
- Vorgeschichtliche Schöpfungslieder. Berlim 1893
- Die Verbleibsorte der abgeschiedenen Seelen. Berlim 1893
- Kontroversen in der Ethnologie. Berlim 1893–1894
- Zur Mythologie und Psychologie der Nigritier in Guinea. Berlim 1894
- Die samoanische Schöpfungssage und Anschließendes aus der Südsee. Weimar 1895
- Ethnische Elementargedanken in der Lehre vom Menschen. 2 Abt. Berlim 1895
- Zur Lehre vom Menschen in ethnischer Anthropologie. 2 Abt. Berlim 1895
- Die Denkschöpfung umgebender Welt aus kosmogonischen Vorstellungen. Berlim 1896. (versão digitalizada)[37]
- Lose Blätter aus Indien. I–VII, Berlim 1897–1899
- Die mikronesischen Kolonien aus ethnologischem Gesichtspunkte. Berlim 1899
- Die Völkerkunde und der Völkerverkehr. Berlim 1900
- Der Völkerverkehr und seine Verständigungsmittel im Hinblick auf China. Berlim 1900
- Die wechselnden Phasen im geschichtlichen Sehkreis. I–IV, Berlim 1900
- Kulturhistorische Studien unter Rückbeziehung auf den Buddhismus. Berlim 1900
- Die Probleme humanistischer Fragestellungen und deren Beantwortungsweise unter den Zeichen der Zeit. Berlim 1901
- Der Menschheitsgedanke durch Raum und Zeit. 2 volumes, Berlim 1901
- Das Geschichtsdrama am Cap aus der Vogelperspektive. Berlim 1901 (publicado anonimamente)
- Die Lehre vom Denken. 3 volumes, Berlim 1902–1905
- «Obras de Adolf Bastian no Internet Archive». archive.org (em alemão). Consultado em 3 de março de 2025
- «Obras de Philipp Wilhelm Adolf Bastian no Internet Archive». archive.org. Consultado em 3 de março de 2025
- 1869 Fundação da Zeitschrift für Ethnologie (Berlim), juntamente com Robert Hartmann